# دوغ كليفورد
دوغ كليفورد (بالإنجليزية: Doug Clifford)‏ هو عازف غيتار بيس وطبال أمريكي، ولد في 24 أبريل 1945 في بالو ألتو في الولايات المتحدة.

## وصلات خارجية
- دوغ كليفورد على موقع IMDb (الإنجليزية)
- دوغ كليفورد على موقع ميوزك برينز (الإنجليزية)
- دوغ كليفورد على موقع ديسكوغز (الإنجليزية)